# Brenner Antal
Brenner Antal Domokos (Nezsider, 167? – Párizs, 1721. szeptember 25.) szepesi prépost, kuruc diplomata.

## Élete
Brenner Mátyás Moson vármegyei alispán és Tisch Zsuzsanna fia. Fiatalon a császári és a francia seregben szolgált. 1696/1697-ben leszerelt, és Nantesban, az Oratoire szerzeteseinél tanulva papi pályára lépett. Hazatérve veszprémi kanonok, hantai prépost és Széchényi Pál kalocsai érsek (egyben veszprémi püspök) titkára lett.
1705 tavaszán II. Rákóczi Ferenc pártjára állt, aki május 5-én lőcsei plébánossá tette. 1706 végén lett szepesi prépost, de 1710-ben székét el kellett hagynia. 1707–1708-ban Rákóczi követe a római pápánál, 1711 tavaszán pedig I. Péter cárnál. Közben kurucsága miatt az esztergomi érsek 1709. december 18-án megfosztotta egyházi méltóságaitól. 1711 végétől a fejedelem versaillesi követe. 1712. május 12-én francia állampolgárságot nyert.
Miután Rákóczi Törökországba távozott, ő kezelte a francia udvartól kapott segélypénzeket, melyeket utóbb elértéktelenedett részvényekbe fektetett. 1721. augusztus 21-én ezért letartóztatták, és a Bastille-ba zárták, ahol öngyilkos lett (elvágta a torkát).

## Művei
- Peculiares principum Hungariae in ecclesia Deo praerogativae. (Bártfa vagy Lőcse,) 1707 (E névtelenűl megjelent munkát mint Rákóczi által a császári párthoz ragaszkodó Sigray János ellenében kinevezett szepesi prépost írta, hogy kineveztetésének törvényességét igazolja.)
- Lettre d'un Ministre de Pologne à un Seigneur de l'Empire sur les affaires de la Hongrie. (Mittau,) 1710
- Histoire des révolutions de Hongrie. I–II. Hága, 1739 (E történeti munka kiadásával együtt jelentek meg Rákóczi Emlékiratai is.)